# United SportsCar Championship 2014
Die United SportsCar Championship 2014 war die erste Saison der neugegründeten United SportsCar Championship, die aus dem Zusammenschluss der American Le Mans Series und der Rolex SportsCar Series hervorgegangen war.
Die Saison begann mit dem 24-Stunden-Rennen von Daytona am 25.–26. Januar 2014 und endete am 4. Oktober 2014 mit dem Petit Le Mans auf der Road Atlanta.

## Teilnehmerfeld
Die IMSA hat folgende Teilnehmer an der USCC bestätigt:
| Team                                                  | #        | Chassis / Fahrzeug Motor                | Stammfahrer | Stammfahrer                                            | NAEC Fahrer | NAEC Fahrer                 |
| Team                                                  | #        | Chassis / Fahrzeug Motor                | Name | Einsätze                                               | Name | Einsätze                    |
| ----------------------------------------------------- | -------- | --------------------------------------- | --- | ------------------------------------------------------ | --- | --------------------------- |
| Prototype                                             |          |                                         | |                                                        | |                             |
| Delta Wing Racing Cars                                | 0        | Delta Wing DWC13 Mazda                  | Katherine Legge Andrew Meyrick | 1–2, 4, 7–8, 10, 13 1–2, 4, 8, 10, 13                  | Alexander Rossi Gabby Chaves                                                                                        | 1 1–2, 7, 13                |
| Chip Ganassi Racing                                   | 01       | Riley Ford EcoBoost                     | Scott Pruett Memo Rojas Sage Karam | 1–5, 7–10, 12–13 1, 7, 9                               | Jamie McMurray Marino Franchitti Scott Dixon                                                                        | 1 2 13                      |
| Chip Ganassi Racing                                   | 02       | Riley Ford EcoBoost                     | keine | keine                                                  | Scott Dixon Tony Kanaan Kyle Larson Marino Franchitti Sage Karam                                                    | 1–2 1 2                     |
| Extreme Speed Motorsports                             | 1        | HPD ARX 03b HPD                         | Ryan Dalziel Scott Sharp | 1–5, 7–10                                              | David Brabham | 1–2                         |
| Extreme Speed Motorsports                             | 2        | HPD ARX 03b HPD                         | Johannes van Overbeek Ed Brown | 1–5, 7–10, 12                                          | Simon Pagenaud Anthony Lazzaro                                                                                      | 1–2 1, 7                    |
| Action Express Racing                                 | 5        | Corvette DP (Coyote) Chevrolet          | João Barbosa Christian Fittipaldi | 1–5, 7–10, 12–13                                       | Sébastien Bourdais Burt Frisselle                                                                                   | 1–2, 13 1, 7                |
| Action Express Racing                                 | 9        | Corvette DP (Coyote) Chevrolet          | keine | keine                                                  | Burt Frisselle Brian Frisselle Fabien Giroix John Martin Jon Fogarty                                                | 1–2, 7, 13 1 2, 7, 13       |
| Pickett Racing                                        | 6        | ORECA 03 Nissan                         | Klaus Graf Lucas Luhr | 1–2                                                    | Alex Brundle Jann Mardenborough                                                                                     | 1 2                         |
| Speedsource                                           | 07       | Lola B12/80 Mazda SKYACTIV-D            | Joel Miller Tristan Nunez | 1–5, 7–10, 12–13                                       | Tristan Vautier | 1–2, 7, 13                  |
| Speedsource                                           | 70       | Lola B12/80 Mazda SKYACTIV-D            | Tom Long Sylvain Tremblay | 1–5, 7–10, 12–13                                       | James Hinchcliffe Ben Devlin                                                                                        | 1 2, 7, 13                  |
| Wayne Taylor Racing                                   | 10       | Corvette DP (Dallara) Chevrolet         | Jordan Taylor Ricky Taylor | 1–5, 7–10, 12–13                                       | Max Angelelli Wayne Taylor                                                                                          | 1–2, 7, 13 1                |
| Marsh Racing                                          | 31       | Corvette DP (Coyote) Chevrolet          | Eric Curran Boris Said Burt Frisselle | 1–5, 7–10, 12–13 1–5, 7–8, 12–13 9–10                  | Max Papis Bradley Smith Guy Cosmo                                                                                   | 1, 13 1 2, 7                |
| OAK Racing                                            | 42       | Morgan LMP2 / Ligier HPD Nissan / Honda | Gustavo Yacamán Olivier Pla Alex Brundle Ho-Pin Tung | 1–5, 7–10, 12–13 1–3, 5, 8, 10 2, 4, 7, 12–13 7, 9, 13 | Roman Rusinov Oliver Webb                                                                                           | 1                           |
| Algera Motorsport/ Highway to Help                    | 50       | Riley Dinan                             | keine | keine                                                  | Bryon DeFoor Jim Pace Frank Beck David Hinton                                                                       | 1–2 1 1–2                   |
| Michael Shank Racing                                  | 60       | Riley Ford EcoBoost                     | Oswaldo Negri John Pew | 1–5, 7–10, 12–13                                       | A. J. Allmendinger Justin Wilson                                                                                    | 1 1–2                       |
| Starworks Motorsport                                  | 78       | Riley Dinan / Honda                     | Scott Mayer James Hinchcliffe | 1–2, 10 10                                             | E. J. Viso Sebastián Saavedra Alex Popow Brendon Hartley Pierre Kaffer                                              | 1–2 1 2                     |
| Spirit of Daytona Racing                              | 90       | Corvette DP (Coyote) Chevrolet          | Richard Westbrook Michael Valiante | 1–5, 7–10, 12–13                                       | Mike Rockenfeller                                                                                                   | 1–2, 13                     |
| Bob Stallings Racing                                  | 99       | Corvette DP (Riley) Chevrolet           | keine | keine                                                  | Jon Fogarty Alex Gurney Darren Law Memo Gidley                                                                      | 1                           |
| Prototype Challenge                                   |          |                                         | |                                                        | |                             |
| Starworks Motorsport                                  | 7        | Oreca FLM09 Chevrolet                   | Sam Bird Martin Fuentes Ryan Dalziel John Martin Alex Popow Kyle Marcelli                                                                                        | 4 1, 4, 6–7, 9–13 6 7, 9–10, 12–13 1, 10, 12 1, 11     | Pierre Kaffer Isaac Tutumlu Ryan Eversley Adam Merzon                                                               | 1 13                        |
| Starworks Motorsport                                  | 8        | Oreca FLM09 Chevrolet                   | Mirco Schultis Renger van der Zande | 1, 4, 6–7, 9–13 1–2, 4, 6–7, 9–13                      | Eric Lux Martin Fuentes David Cheng Sam Bird Alex Popow John Martin                                                 | 1 2 1–2 13                  |
| RSR Racing                                            | 08       | Oreca FLM09 Chevrolet                   | Chris Cumming Alex Tagliani Jack Hawksworth | 1–2, 4, 6–7, 9–13 1–2, 4, 6–7, 11 9–10, 12–13          | Rusty Mitchell Conor Daly                                                                                           | 1–2, 7, 13 1                |
| RSR Racing                                            | 09       | Oreca FLM09 Chevrolet                   | Bruno Junqueira Duncan Ende | 1–2, 4, 6–7, 9–13                                      | Gustavo Menezes David Heinemeier Hansson Ryan Lewis                                                                 | 1 1–2, 13 7                 |
| 8 Star Motorsports                                    | 25       | Oreca FLM09 Chevrolet                   | Sean Rayhall Luiz Diaz | 2, 4, 6–7, 9–13 4, 6, 9–12                             | Enzo Potolicchio Rob Huff Tom Kimber-Smith Michael Marsal Eric Lux                                                  | 1 1–2, 7, 13 1–2 2, 7, 13   |
| Performance Tech                                      | 38       | Oreca FLM09 Chevrolet                   | David Ostella Charlie Shears James French | 1–2, 4, 6–7, 9–13 2, 4 9–13                            | Tomy Drissi Raphael Matos Gabriel Casagrande Júlio Campos Mike Hedlund Jerome Mee                                   | 1 1–2 1 7 13                |
| PR1/Mathiasen Motorsports                             | 52       | Oreca FLM09 Chevrolet                   | Gunnar Jeannette Frankie Montecalvo | 1–2, 4, 6–7, 9–13                                      | Mike Guasch David Cheng                                                                                             | 1–2 1                       |
| CORE Autorsport                                       | 54       | Oreca FLM09 Chevrolet                   | Jon Bennett Colin Braun | 1–2, 4, 6–7, 9–13                                      | James Gue Mark Wilkins                                                                                              | 1–2, 7, 13 1                |
| JDC - Miller MotorSports                              | 85       | Oreca FLM09 Chevrolet                   | Chris Miller Stephen Simpson | 2, 4, 6–7, 9–13 2, 4, 6–7, 9–10, 12–13                 | Gerry Kraut Tomy Drissi Mikhail Goikberg                                                                            | 2 7                         |
| BAR1 Motorsports                                      | 87       | Oreca FLM09 Chevrolet                   | Doug Bielefeld Martin Plowman Tomy Drissi Marc Drumwright | 1, 6 12–13                                             | James Kovacic Gaston Kearby Tõnis Kasemets Bruce Hamilton Sean Rayhall                                              | 1 1–2 2 1                   |
| BAR1 Motorsports                                      | 88       | Oreca FLM09 Chevrolet                   | Doug Bielefeld Ryan Eversley Martin Plowman Tom Papadopoulos Johnny Mowlem                                                                                       | 2, 4, 7, 9 4 2, 9 12–13                                | Tomy Drissi Chapman Ducote David Cheng                                                                              | 2 2, 7 7, 13                |
| GT Le Mans                                            |          |                                         | |                                                        | |                             |
| Corvette Racing                                       | 3        | Corvette C7.R                           | Jan Magnussen Antonio Garcia Jordan Taylor | 1–4, 7–13 11                                           | Ryan Briscoe | 1–2, 13                     |
| Corvette Racing                                       | 4        | Corvette C7.R                           | Oliver Gavin Tommy Milner | 1–4, 7–12                                              | Robin Liddell Ryan Briscoe                                                                                          | 1–2 13                      |
| Team Falken Tire                                      | 17       | Porsche 991 GT3 RSR                     | Wolf Henzler Bryan Sellers | 2–4, 7–13                                              | Marco Holzer | 2, 14                       |
| BMW Team RLL                                          | 55       | BMW Z4 GTLM                             | Andy Priaulx Bill Auberlen | 1–4, 7–13                                              | Joey Hand Maxime Martin                                                                                             | 1–2, 13 1                   |
| BMW Team RLL                                          | 56       | BMW Z4 GTLM                             | Dirk Müller John Edwards | 1–4, 7–13                                              | Dirk Werner Graham Rahal                                                                                            | 1–2, 13 1                   |
| Krohn Racing / Risi Competizione                      | 57       | Ferrari 458 Italia                      | Tracy Krohn Nic Jönsson | 1–2, 4, 7, 13                                          | Andrea Bertolini Peter Dumbreck Jaime Melo                                                                          | 1–2, 13 1 7                 |
| Risi Competizione                                     | 62       | Ferrari 458 Italia                      | Giancarlo Fisichella Dane Cameron Pierre Kaffer | 1–4, 7–13 3 4, 7–13                                    | Olivier Beretta Gianmaria Bruni Matteo Malucelli                                                                    | 1, 13 1–2                   |
| SRT Motorsports                                       | 91       | SRT Viper GTS-R / Dodge Viper GTS-R     | Dominik Farnbacher Marc Goossens | 1–4, 7–12 1–4, 7–13                                    | Ryan Hunter-Reay Jonathan Bomarito Kuno Wittmer                                                                     | 1–2, 13 7 13                |
| SRT Motorsports                                       | 93       | SRT Viper GTS-R / Dodge Viper GTS-R     | Jonathan Bomarito Kuno Wittmer | 1–4, 7–13 1–4, 7–12                                    | Rob Bell Marc Goossens Dominik Farnbacher                                                                           | 1–2, 13 7 13                |
| Aston Martin Racing                                   | 97       | Aston Martin Vantage V8                 | keine | keine                                                  | Stefan Mücke Paul Dalla Lana Darren Turner Richie Stanaway Pedro Lamy                                               | 1                           |
| Porsche North America / CORE Autorsport               | 910      | Porsche 991 GT3 RSR                     | Patrick Pilet Frédéric Makowiecki | 12                                                     | keine | keine                       |
| Porsche North America / CORE Autorsport               | 911      | Porsche 991 GT3 RSR                     | Nick Tandy Richard Lietz Michael Christensen Jörg Bergmeister | 1–4, 7–13 1–4, 7–11 11, 13 12–13                       | Patrick Pilet | 1–2, 7, 13                  |
| Porsche North America / CORE Autorsport               | 912      | Porsche 991 GT3 RSR                     | Michael Christensen Patrick Long | 1–4, 7–13                                              | Jörg Bergmeister Patrick Pilet Earl Bamber                                                                          | 1–2 7, 13 13                |
| GT Daytona                                            |          |                                         | |                                                        | |                             |
| TRG AMR                                               | 007      | Aston Martin Vantage GT3                | James Davison Al Carter | 1–2, 4–5, 7–13 1–2, 4–5, 7–12                          | David Block Brendon Davis Christina Nielsen                                                                         | 1–2, 7, 13 1 13             |
| TRG AMR                                               | 009      | Aston Martin Vantage GT3                | keine | keine                                                  | Calum Lockie Pete McIntosh Robert Nimkroff Max Riddle Brendon Davis Kris Wilson                                     | 1 1–2 2                     |
| Mühlner Motorsport                                    | 18       | Porsche 911 GT America                  | Matt Bell David Calvert-Jones Sebastian Asch Tomy Drissi Mark Thomas Chris Green Mark Kvamme Randy Pobst Alex Davison Corey Lewis Khaled Al Qubaisi Larry Pegram | 4 4, 7, 10 5 8 9, 11, 13 9 10 11 12                    | Eugenio Amos Earl Bamber Bradley Blum Alexandre Imperatori Ron Zitza Nico Verdonck Patrick-Otto Madsen Peter Ludwig | 1 1–2 1 2 7                 |
| Mühlner Motorsport                                    | 19       | Porsche 911 GT America                  | Mark Kvamme Dillon Machavern Sebastian Asch Tomy Drissi Randy Pobst Mark Klenin Christian Szymczak Alec Udell                                                    | 1, 4, 9, 13 4 5 1, 9 10, 12 10 12                      | Bob Doyle Rob Gewirtz Jim Michaelian Earl Bamber Kyle Gimple Ruggero Melgrati Daniel Lloyd Larry Pegram             | 1 2 13                      |
| Alex Job Racing                                       | 22       | Porsche 911 GT America                  | Cooper MacNeil Leh Keen | 1–2, 4–5, 7–13                                         | Shane van Gisbergen Louis-Phillipe Dumoulin Shane Lewis Philipp Frommenwiler Craig Stanton                          | 1 2, 7 13                   |
| Team Seattle / Alex Job Racing                        | 23       | Porsche 911 GT America                  | Mario Farnbacher Ian James | 1–2, 4–5, 7–13                                         | Alex Riberas Marco Holzer                                                                                           | 1–2, 13 1                   |
| Dempsey Racing                                        | 27       | Porsche 911 GT America                  | Patrick Dempsey Andrew Davis Brett Sandberg | 1–2, 4, 7–13 1–2, 4–5, 7–13 5                          | Joe Foster Marc Lieb Norbert Siedler                                                                                | 1–2, 7, 13 1 2              |
| Dempsey Racing / Konrad Motorsport                    | 28       | Porsche 911 GT America                  | keine | keine                                                  | Christian Engelhart Rolf Ineichen Klaus Bachler Lance Willsey Franz Konrad                                          | 1–2 1 2                     |
| NGT Motorsport                                        | 30       | Porsche 911 GT America                  | Henrique Cisneros Kuba Giermaziak | 1–2, 4–5, 12 1–2, 4–5, 7, 13                           | Christina Nielsen Nicki Thiim Earl Bamber                                                                           | 1–2, 7, 13 1 13             |
| GMG Racing                                            | 32       | Audi R8 LMS                             | keine | keine                                                  | James Sofronas Alex Welch Frank Stippler Marc Basseng                                                               | 1–2 1 1–2                   |
| Riley Technologies                                    | 33       | SRT Viper GT3-R / Dodge Viper GT3-R     | Jeroen Bleekemolen Ben Keating Tony Ave | 1–2, 4–5, 7–10, 12–13 1–2, 4–5, 7–13 11                | Sebastiaan Bleekemolen Emmanuel Collard                                                                             | 1–2, 13 1                   |
| Flying Lizard Motorsports                             | 35       | Audi R8 LMS                             | Dion von Moltke Seth Neiman Spencer Pumpelly Andrew Palmer | 1–2, 4–5, 7–13 1–2, 4–5, 7–9, 13 7–9, 11–12 10         | Alessandro Latif Filipe Albuquerque                                                                                 | 1, 13 1–2                   |
| Flying Lizard Motorsports                             | 45       | Audi R8 LMS                             | Spencer Pumpelly Nelson Canache jr. Dion von Moltke | 1–2, 4–5, 7–13 8                                       | Tim Pappas Markus Winkelhock Alessandro Latif Brett Sandberg Andrew Palmer                                          | 1–2 2 7 13                  |
| Magnus Racing                                         | 44       | Porsche 911 GT America                  | Andy Lally John Potter | 1–2, 4–5, 7–13                                         | Wolf Henzler Jean-Francois Dumoulin Marco Seefried Sebastian Asch                                                   | 1 2, 13 7                   |
| Fall-Line Motorsports                                 | 46       | Audi R8 LMS                             | Charles Espenlaub Charlie Putman Marino Franchitti | 1–2, 4–5, 7–12 10–11                                   | James Walker Oliver Jarvis Christopher Mies Marco Bonanomi                                                          | 1 2 7                       |
| Paul Miller Racing                                    | 48       | Audi R8 LMS                             | Bryce Miller Christopher Haase | 1–2, 4–5, 7–13                                         | Matt Bell René Rast                                                                                                 | 1–2, 13 1                   |
| Spirit of Race                                        | 49       | Ferrari 458 Italia                      | keine | keine                                                  | Paolo Ruberti Piergiuseppe Perazzini Marco Cioci Gianluca Roda Mirko Venturi Eddie Cheever III                      | 1–2 1, 13 1–2 2 13          |
| Spirit of Race                                        | 51       | Ferrari 458 Italia                      | Jack Gerber Eddie Cheever III | 2, 4, 7 4                                              | Matt Griffin Marco Cioci Michele Rugolo Davide Rigon Pasin Lathouras                                                | 1–2, 7, 13 1–2 1–2, 7, 13 1 |
| Snow Racing / JDX Racing Snow Racing / Rum Bum Racing | 58 13    | Porsche 911 GT America                  | Jan Heylen Madison Snow | 1–2 4–5, 7–13                                          | Marco Seefried Matt Plumb Hugh Plumb                                                                                | 1 2                         |
| Scuderia Corsa                                        | 63       | Ferrari 458 Italia                      | Alessandro Balzan Jeff Westphal | 1–2, 4–5, 7–13                                         | Toni Vilander Lorenzo Case Kyle Marcelli Brandon Davis                                                              | 1 1–2 2, 13 7, 13           |
| Scuderia Corsa                                        | 64       | Ferrari 458 Italia                      | Kyle Marcelli Stefan Johansson Chris Cumming | 4–5 4 5                                                | Ken Wilden Rod Randall John Farano David Empringham                                                                 | 1                           |
| Scuderia Corsa                                        | 65       | Ferrari 458 Italia                      | keine | keine                                                  | Francisco Longo Daniel Serra Xandinho Negrão Marco Gomes                                                            | 1                           |
| Park Place Motorsports                                | 71       | Porsche 911 GT America                  | Jim Norman Craig Stanton Mike Vess Mike Skeen | 1–2, 4–5 1, 4–5 2, 12 12                               | Norbert Siedler Timo Bernhard Patrick Lindsey Kévin Estre                                                           | 1 2                         |
| Park Place Motorsports                                | 73       | Porsche 911 GT America                  | Patrick Lindsey Kévin Estre Mike Skeen Norbert Siedler | 1–2, 4–5, 7–13 1–2, 4–5, 8, 10, 13 9, 11, 13 12–13     | Connor de Phillippi Jason Hart Mike Vess Jim Norman Jaap van Lagen                                                  | 1 1–2 2, 7 7                |
| SMP/ESM Racing                                        | 72       | Ferrari 458 Italia                      | keine | keine                                                  | Sergey Zlobin Boris Rotenberg Maurizio Mediani Mika Salo Mikhail Aleshin                                            | 1                           |
| GB Autosport                                          | 81       | Porsche 911 GT America                  | Damien Faulkner Bob Faieta Ben Barker Matt Bell Michael Lewis | 1–2, 4–5, 7–13 1–2, 4 5, 7–8, 10, 12–13 9 11           | Duncan Huisman Michael Avenatti Philipp Eng                                                                         | 1–2 2, 7 13                 |
| Turner Motorsport                                     | 94 / 300 | BMW Z4 GT3                              | Markus Palttala Dane Cameron Paul Dalla Lana | 1–2, 4–5, 7–8, 12–13 1–2, 4–5, 7–13 1–2, 9             | Augusto Farfus Shane Lewis Christoffer Nygaard                                                                      | 1 2 13                      |
| Level 5 Motorsports AIM Autosport                     | 555      | Ferrari 458 Italia                      | Townsend Bell Bill Sweedler | 1–2, 4–5, 7–13                                         | Jeff Segal Scott Tucker Alessandro Pier Guidi Maurizio Mediani Conrad Grunewald                                     | 1–2 1 2 13                  |
| Level 5 Motorsports                                   | 556      | Ferrari 458 Italia                      | keine | keine                                                  | Scott Tucker Terry Borcheller Mike LaMarra Guy Cosmo Milo Valverde                                                  | 1                           |

Anmerkungen
1. ↑  
Bis einschließlich Road America mit einem Morgan LMP2 / Nissan, ab COTA mit einem Ligier HPD / Honda gestartet
2. ↑  
In Daytona mit Dinan Motor, ab Sebring mit Honda Motor
3. ↑  
Bis einschließlich Laguna Seca als SRT Viper, danach als Dodge Viper angetreten
4. ↑  
Bis einschließlich Detroit als SRT Viper, danach als Dodge Viper angetreten
5. 1 2  
Snow Racing in Zusammenarbeit mit JDX Racing als Startnummer 58, nur in Sebring in Zusammenarbeit mit Rum Bum Racing als Startnummer 13
6. ↑  
Auf dem Circuit of the Americas mit Startnummer 300
7. ↑  
Nach dem Rückzug von Level 5 Motorsports vor dem zweiten Rennen wurde das Fahrzeug von AIM Autosport eingesetzt

### Änderungen bei Fahrern und Teams

#### Ehemalige Grand-Am Teilnehmer
- Chip Ganassi Racing: Das Team wechselt von BMW zu Ford Motoren.
- Wayne Taylor Racing: Ricky Taylor wechselt nach einem Jahr bei Spirit of Daytona Racing zurück zum Team seines Vaters. Der langjährige Stammpilot Max Angelelli rückt zurück in die Position des Piloten für Langstreckenrennen. Außerdem startet Wayne Taylor als vierter Fahrer in Daytona.
- Spirit of Daytona Racing: Ricky Taylor wechselt zurück zu Wayne Taylor Racing. Als Ersatz kehrt Michael Valiante zurück, welcher bereits 2012 einige Einsätze bestritt.
- Marsh Racing: Aufstieg des Teams von der GT-Klasse in die Prototypen-Klasse.
- Starworks Motorsports: Das Team erweitert sein Programm um zwei Fahrzeuge in der Prototype-Challenge Klasse. In der P-Klasse wechselt das Team ab Sebring zu einem Teilzeitprogramm mit Honda-Motoren.
- The Racers Group: Nachdem der Aston Martin Vantage GT3 beim Saisonfinale der Rolex Sports-Car Series 2013 debütierte, wird das Team 2014 die volle Saison mit zwei Autos bestreiten.
- AIM Autosport: Das Team zog sich zunächst auf Grund von Budgetproblemen zurück.[114] Nach dem Rückzug von Level 5 Motorsports übernahm das Team ein Fahrzeug des Teams.[115]
- Team Sahlen: Ursprünglich hatte das Team die erneute Teilnahme mit zwei Riley-BMW angekündigt, zog jedoch später zurück.[116]
- Bob Stallings Racing: Das Team plante nur in den NAEC-Rennen zu starten, musste nach einem Unfall in Daytona jedoch komplett zurückziehen.[117]
- Speedsource: Wechsel von der GX-Klasse in die P-Klasse als Mazda Werksteam.
- 8 Star Motorsport: Nach einem Test-Einsatz beim Petit-Le-Mans 2013 wird das Team 2014 in der PC-Klasse antreten.
- Scuderia Corsa: Das Team setzt teilweise ein zweites und ein drittes Fahrzeug ein.
- Turner Motorsport: Nach mehreren Jahren mit dem BMW M3 wechselt das Team zum BMW Z4 GT3.
- Actin Express Racing: Das Team setzt das zweite Fahrzeuge nur noch in den NAEC-Rennen ein.
- Michael Shank Racing: Statt zwei Prototypen wird nur noch ein Riley-Ford eingesetzt.
- Park Place Motorsport: Das Team erweitert auf zwei Fahrzeuge. Da Patrick Long für Porsche North America antritt, wechselt Jim Norman von Napleton Racing zu Park Place Motorsport.

#### Ehemalige ALMS Teilnehmer
- Extreme Speed Motorsports: Nach dem Abgang von Guy Cosmo während der Saison 2013 füllt Ryan Dalziel den Sitz im Auto mit der Startnummer 01 in der Prototypen-Klasse.
- CORE Autosport: Nachdem das Team einen Porsche 997 GT3 RSR ab dem dritten Saisonrennen 2013 einsetzte, wird CORE Autosport das neue Porsche-Werksteam in der GTLM-Klasse mit zwei Porsche 991 GT3 RSR betreiben.
- Corvette Racing: Das Corvette-Werksteam wechselt von der Corvette C6.R auf die Corvette C7.R in der GTLM-Klasse
- Pickett Racing: Nachdem die LMP1 Fahrzeuge in der USCC verboten sind, wird das Team ein ORECA 03 LMP2-Auto in der P-Klasse einsetzen. Nach zwei Rennen zog sich das Team aus der Meisterschaft zurück.
- Aston Martin Racing: Das AMR-Werksteam setzte 2013 ein Fahrzeug beim 12-Stunden-Rennen von Sebring ein und bestreitet 2014 das 24-Stunden-Rennen von Daytona.
- Alex Job Racing: Leh Keen kehrt 2014 zu dem Team zurück, in welchem er 2012 Meister in der GTC-Klasse der ALMS wurde, da Jeroen Bleekemolen zum SRT-Werksteam in der GTD-Klasse wechselt. Bill Sweedler und Townsend Bell wechseln zu Level 5 Motorsports.
- NGT Motorsport: Nach dem Tod von Sean Edwards ersetzt ihn Kuba Giermaziak als Vollzeitpilot.
- Flying Lizard Motorsports: Nach vielen Jahren mit Porsche-GT-Fahrzeugen wechselt das Team zu Audi.
- Paul Miller Racing: Das Team wechselt von Porsche zu Audi.
- Level 5 Motorsports: Nach mehreren Jahren in der LMP2-Klasse, wechselt das Team in die GTD-Klasse. Nach dem 24-Stunden-Rennen von Daytona zog sich das Team aus der Meisterschaft zurück.[118]
- RSR Racing: Das Team erweitert auf zwei Fahrzeuge.
- BMW Team RLL: Andy Priaulx ersetzt Maxime Martin und John Edwards wird Vollzeitpilot, da Joey Hand nur noch bei Endurance-Rennen fährt.
- Dempsey Racing: Das Team setzte in Daytona und Sebring ein zweites Fahrzeuge in Zusammenarbeit mit Konrad Motorsport ein.

#### Neue Teams
- Riley Technologies: Die SRT Viper GTS-R GT3 wird 2014 vom Werksteam in der GTD-Klasse eingesetzt werden. Jeroen Bleekemolen wechselt von Alex Job Racing zu diesem Team.
- GMG Racing: Nachdem das Team bereits in den kleineren Serien der Grand-Am am Start war, fuhr GMG Racing 2014 mit einem Audi in den ersten beiden Rennen der USCC GTD-KLasse.
- SMP Racing: Das Team setzt einen ehemaligen ESM-Ferrari in Daytona in Zusammenarbeit mit Extreme Speed Motorsports ein.
- JDC - Miller MotorSports: Einsatz eines PC-Autos seit Sebring.
- OAK Racing: Das französische Team wird einen Morgan Nissan in der P-Klasse einsetzen. Gustavo Yacamán wechselt von Michael-Shank Racing zu diesem Team.
- Spirit of Race: AF Corse setzt unter diesem Team-Namen einen Ferrari bei ausgewählten Rennen in der GTD-Klasse ein. In Daytona startete ein zweites Auto.
- GB Autorsport: Neugegründetes Team von GT-Pilot Bob Faieta.

## Rennkalender

### USCC
Nicht alle Rennen werden für alle Klassen ausgeschrieben, da die Anzahl der eingeschriebenen Teilnehmer die Kapazität einzelner Rennstrecken übersteigt. Zusätzlich wurde für die Werksteams der GTLM-Klasse die Terminüberschneidung mit den 24-Stunden von Le Mans berücksichtigt. Dies führt zu dreizehn Events mit elf (P, GTLM and GTD) bzw. zehn (PC) Wertungsrennen je Klasse. In Laguna Seca werden getrennte Wertungsläufe für Prototypen und GT-Fahrzeuge stattfinden, diese werden über jeweils 2 Stunden gehen. Auf den Stadtkursen in Long Beach und Detroit werden Sprintrennen über 100 Minuten abgehalten. Die PC-Klasse wird in Kansas und in Virginia zusammen mit der IMSA Prototype Lites Serie, einer Nachwuchsserie für die USCC, am Start stehen. Da in der IMSA Lites nur einen Fahrer pro Fahrzeug genannt wird, werden diese beiden Events in einem Format mit zwei Sprintrennen absolviert werden, in der somit zwei Fahrer in der PC-Klasse zum Einsatz kommen können. Es wird für diese zwei Sprintrennen jedoch nur eine Wertung geben. Alle weiteren Rennen, die nicht als NAEC-Event vorgesehen sind (siehe unten), werden über die die bekannte Rennlänge von 2:45 Stunden gehen.

### NAEC
Der Tequila Patron North American Endurance Cup (NAEC) wird von der Grand-Am in die USCC übernommen. Das Rennen in Indianapolis wird nicht mehr Teil dieser Sonderwertung sein, dafür werden neben den Rennen in Daytona und Warkins Glen die Events in Sebring und auf der Road Atlanta aus der ALMS eingegliedert.

### Ergebnisse
Gesamtsieger in fett dargestellt.
| Nr. | Datum         | Rennname / Rennstrecke                                          | NAEC | Rennformat     | Klasse | ges. Fzg.      | Sieger                    | Sieger                                                                    | Sieger                 |
| Nr. | Datum         | Rennname / Rennstrecke                                          | NAEC | Rennformat     | Klasse | ges. Fzg.      | Team                      | Fahrer                                                                    | Fahrzeug               |
| --- | ------------- | --------------------------------------------------------------- | ---- | -------------- | ------ | -------------- | ------------------------- | ------------------------------------------------------------------------- | ---------------------- |
| 1   | 25–26. Januar | 24-Stunden-Rennen von Daytona Daytona International Speedway    | X    | 24 Stunden     | P      | 18             | Action Express Racing     | João Barbosa Christian Fittipaldi Sébastien Bourdais                      | Corvette DP            |
| 1   | 25–26. Januar | 24-Stunden-Rennen von Daytona Daytona International Speedway    | X    | 24 Stunden     | PC     | 9              | CORE Autosport            | Colin Braun Jon Bennet James Gue Mark Wilkins                             | ORECA FLM09            |
| 1   | 25–26. Januar | 24-Stunden-Rennen von Daytona Daytona International Speedway    | X    | 24 Stunden     | GTLM   | 11             | Porsche North America     | Nick Tandy Richard Lietz Patrick Pilet                                    | Porsche 991 GT3 RSR    |
| 1   | 25–26. Januar | 24-Stunden-Rennen von Daytona Daytona International Speedway    | X    | 24 Stunden     | GTD    | 29             | Level 5 Motorsports       | Townsend Bell Bill Sweedler Jeff Segal Scott Tucker Alessandro Pier Guidi | Ferrari 458 Italia     |
|     |               |                                                                 |      |                |        |                |                           |                                                                           |                        |
| 2   | 15. März      | 12-Stunden-Rennen von Sebring Sebring International Raceway     | X    | 12 Stunden     | P      | 17             | Chip Ganassi Racing       | Scott Pruett Memo Rojas Marino Franchitti                                 | Riley / Ford EcoBoost  |
| 2   | 15. März      | 12-Stunden-Rennen von Sebring Sebring International Raceway     | X    | 12 Stunden     | PC     | 10             | CORE Autosport            | Colin Braun Jon Bennet James Gue                                          | ORECA FLM09            |
| 2   | 15. März      | 12-Stunden-Rennen von Sebring Sebring International Raceway     | X    | 12 Stunden     | GTLM   | 11             | Porsche North America     | Michael Christensen Patrick Long Jörg Bergmeister                         | Porsche 991 GT3 RSR    |
| 2   | 15. März      | 12-Stunden-Rennen von Sebring Sebring International Raceway     | X    | 12 Stunden     | GTD    | 24             | Magnus Racing             | Andy Lally John Potter Marco Seefried                                     | Porsche 911 GT America |
|     |               |                                                                 |      |                |        |                |                           |                                                                           |                        |
| 3   | 12. April     | Sports Car Showcase at Long Beach Long Beach Grand Prix Circuit | --   | 100 Minuten    | P      | 11             | Chip Ganassi Racing       | Scott Pruett Memo Rojas                                                   | Riley / Ford EcoBoost  |
| 3   | 12. April     | Sports Car Showcase at Long Beach Long Beach Grand Prix Circuit | --   | 100 Minuten    | PC     | nicht am Start | nicht am Start            | nicht am Start                                                            | nicht am Start         |
| 3   | 12. April     | Sports Car Showcase at Long Beach Long Beach Grand Prix Circuit | --   | 100 Minuten    | GTLM   | 10             | Corvette Racing           | Jan Magnussen Antonio Garcia                                              | Corvette C7.R          |
| 3   | 12. April     | Sports Car Showcase at Long Beach Long Beach Grand Prix Circuit | --   | 100 Minuten    | GTD    | nicht am Start | nicht am Start            | nicht am Start                                                            | nicht am Start         |
|     |               |                                                                 |      |                |        |                |                           |                                                                           |                        |
| 4   | 4. Mai        | Monterey Grand Prix Laguna Seca Raceway                         | --   | 2 Stunden      | P      | 12             | Extreme Speed Motorsports | Johannes van Overbeek Ed Brown                                            | HPD ARX 03b            |
| 4   | 4. Mai        | Monterey Grand Prix Laguna Seca Raceway                         | --   | 2 Stunden      | GTLM   | 11             | Corvette Racing           | Jan Magnussen Antonio Garcia                                              | Corvette C7.R          |
| 4   | 4. Mai        | Monterey Grand Prix Laguna Seca Raceway                         | --   |                |        |                |                           |                                                                           |                        |
| 4   | 4. Mai        | Monterey Grand Prix Laguna Seca Raceway                         | --   | 2 Stunden      | PC     | 10             | Starkworks Motorsport     | Mirco Schultis Renger van der Zande                                       | ORECA FLM09            |
| 4   | 4. Mai        | Monterey Grand Prix Laguna Seca Raceway                         | --   | 2 Stunden      | GTD    | 22             | Turner Motorsport         | Dane Cameron Markus Palttala                                              | BMW Z4 GT3             |
|     |               |                                                                 |      |                |        |                |                           |                                                                           |                        |
| 5   | 31. Mai       | Sports Car Classic Raceway at Belle Isle                        | --   | 100 Minuten    | P      | 11             | Wayne Taylor Racing       | Jordan Taylor Ricky Taylor                                                | Corvette DP            |
| 5   | 31. Mai       | Sports Car Classic Raceway at Belle Isle                        | --   | 100 Minuten    | PC     | nicht am Start | nicht am Start            | nicht am Start                                                            | nicht am Start         |
| 5   | 31. Mai       | Sports Car Classic Raceway at Belle Isle                        | --   | 100 Minuten    | GTLM   | nicht am Start | nicht am Start            | nicht am Start                                                            | nicht am Start         |
| 5   | 31. Mai       | Sports Car Classic Raceway at Belle Isle                        | --   | 100 Minuten    | GTD    | 19             | Scuderia Corsa            | Alessandro Balzan Jeff Westphal                                           | Ferrari 458 Italia     |
|     |               |                                                                 |      |                |        |                |                           |                                                                           |                        |
| 6   | 7. Juni       | The Grand Prix of Kansas Kansas Speedway                        | --   | --             | P      | nicht am Start | nicht am Start            | nicht am Start                                                            | nicht am Start         |
| 6   | 7. Juni       | The Grand Prix of Kansas Kansas Speedway                        | --   | 2 × 45 Minuten | PC     | 10             | CORE Autosport            | Colin Braun Jon Bennet                                                    | ORECA FLM09            |
| 6   | 7. Juni       | The Grand Prix of Kansas Kansas Speedway                        | --   | --             | GTLM   | nicht am Start | nicht am Start            | nicht am Start                                                            | nicht am Start         |
| 6   | 7. Juni       | The Grand Prix of Kansas Kansas Speedway                        | --   | --             | GTD    | nicht am Start | nicht am Start            | nicht am Start                                                            | nicht am Start         |
|     |               |                                                                 |      |                |        |                |                           |                                                                           |                        |
| 7   | 29. Juni      | Six Hours of the Glen Watkins Glen International                | X    | 6 Stunden      | P      | 13             | Spirit of Daytona Racing  | Richard Westbrook Michael Valiante                                        | Corvette DP            |
| 7   | 29. Juni      | Six Hours of the Glen Watkins Glen International                | X    | 6 Stunden      | PC     | 10             | CORE Autosport            | Colin Braun Jon Bennet James Gue                                          | ORECA FLM09            |
| 7   | 29. Juni      | Six Hours of the Glen Watkins Glen International                | X    | 6 Stunden      | GTLM   | 11             | Corvette Racing           | Jan Magnussen Antonio Garcia                                              | Corvette C7.R          |
| 7   | 29. Juni      | Six Hours of the Glen Watkins Glen International                | X    | 6 Stunden      | GTD    | 19             | Turner Motorsport         | Dane Cameron Markus Palttala                                              | BMW Z4 GT3             |
|     |               |                                                                 |      |                |        |                |                           |                                                                           |                        |
| 8   | 13. Juli      | Mobil 1 Sportscar Grand Prix Canadian Tire Motorsports Park     | --   | 2:45 Stunden   | P      | 10             | OAK Racing                | Gustavo Yacamán Olivier Pla                                               | Morgan LMP2 - Nissan   |
| 8   | 13. Juli      | Mobil 1 Sportscar Grand Prix Canadian Tire Motorsports Park     | --   | 2:45 Stunden   | PC     | nicht am Start | nicht am Start            | nicht am Start                                                            | nicht am Start         |
| 8   | 13. Juli      | Mobil 1 Sportscar Grand Prix Canadian Tire Motorsports Park     | --   | 2:45 Stunden   | GTLM   | 10             | Corvette Racing           | Jan Magnussen Antonio Garcia                                              | Corvette C7.R          |
| 8   | 13. Juli      | Mobil 1 Sportscar Grand Prix Canadian Tire Motorsports Park     | --   | 2:45 Stunden   | GTD    | 17             | Riley Technologies        | Jeroen Bleekemolen Ben Keating                                            | Dodge Viper GT3-R      |
|     |               |                                                                 |      |                |        |                |                           |                                                                           |                        |
| 9   | 25. Juli      | Brickyard Grand Prix Indianapolis Motor Speedway                | --   | 2:45 Stunden   | P      | 11             | Action Express Racing     | João Barbosa Christian Fittipaldi                                         | Corvette DP            |
| 9   | 25. Juli      | Brickyard Grand Prix Indianapolis Motor Speedway                | --   | 2:45 Stunden   | PC     | 10             | RSR Racing                | Chris Cumming Jack Hawksworth                                             | ORECA FLM09            |
| 9   | 25. Juli      | Brickyard Grand Prix Indianapolis Motor Speedway                | --   | 2:45 Stunden   | GTLM   | 10             | SRT Motorsports           | Kuno Wittmer Jonathan Bomarito                                            | Dodge Viper GTS-R      |
| 9   | 25. Juli      | Brickyard Grand Prix Indianapolis Motor Speedway                | --   | 2:45 Stunden   | GTD    | 17             | Scuderia Corsa            | Alessandro Balzan Jeff Westphal                                           | Ferrari 458 Italia     |
|     |               |                                                                 |      |                |        |                |                           |                                                                           |                        |
| 10  | 10. August    | Road Race Showcase Road America                                 | --   | 2:45 Stunden   | P      | 12             | Action Express Racing     | João Barbosa Christian Fittipaldi                                         | Corvette DP            |
| 10  | 10. August    | Road Race Showcase Road America                                 | --   | 2:45 Stunden   | PC     | 9              | Starkworks Motorsport     | Mirco Schultis Renger van der Zande                                       | ORECA FLM09            |
| 10  | 10. August    | Road Race Showcase Road America                                 | --   | 2:45 Stunden   | GTLM   | 10             | Risi Competizione         | Pierre Kaffer Giancarlo Fisichella                                        | Ferrari 458 Italia     |
| 10  | 10. August    | Road Race Showcase Road America                                 | --   | 2:45 Stunden   | GTD    | 17             | Turner Motorsport         | Dane Cameron Markus Palttala                                              | BMW Z4 GT3             |
|     |               |                                                                 |      |                |        |                |                           |                                                                           |                        |
| 11  | 24. August    | Oak Tree Grand Prix at VIR Virginia International Raceway       | --   | --             | P      | nicht am Start | nicht am Start            | nicht am Start                                                            | nicht am Start         |
| 11  | 24. August    | Oak Tree Grand Prix at VIR Virginia International Raceway       | --   | 2 × 45 Minuten | PC     | 9              | 8 Star Motorsports        | Sean Rayhall Luiz Diaz                                                    | ORECA FLM09            |
| 11  | 24. August    | Oak Tree Grand Prix at VIR Virginia International Raceway       | --   |                |        |                |                           |                                                                           |                        |
| 11  | 24. August    | Oak Tree Grand Prix at VIR Virginia International Raceway       | --   | 2:45 Stunden   | GTLM   | 10             | Risi Competizione         | Pierre Kaffer Giancarlo Fisichella                                        | Ferrari 458 Italia     |
| 11  | 24. August    | Oak Tree Grand Prix at VIR Virginia International Raceway       | --   | 2:45 Stunden   | GTD    | 17             | Turner Motorsport         | Dane Cameron Markus Palttala                                              | BMW Z4 GT3             |
|     |               |                                                                 |      |                |        |                |                           |                                                                           |                        |
| 12  | 20. September | Lone Star Le Mans Circuit of The Americas                       | --   | 2:45 Stunden   | P      | 10             | Chip Ganassi Racing       | Scott Pruett Memo Rojas                                                   | Riley / Ford EcoBoost  |
| 12  | 20. September | Lone Star Le Mans Circuit of The Americas                       | --   | 2:45 Stunden   | PC     | 10             | 8 Star Motorsports        | Sean Rayhall Luiz Diaz                                                    | ORECA FLM09            |
| 12  | 20. September | Lone Star Le Mans Circuit of The Americas                       | --   | 2:45 Stunden   | GTLM   | 11             | SRT Motorsports           | Kuno Wittmer Jonathan Bomarito                                            | Dodge Viper GTS-R      |
| 12  | 20. September | Lone Star Le Mans Circuit of The Americas                       | --   | 2:45 Stunden   | GTD    | 19             | Riley Technologies        | Jeroen Bleekemolen Ben Keating                                            | Dodge Viper GT3-R      |
|     |               |                                                                 |      |                |        |                |                           |                                                                           |                        |
| 13  | 4. Oktober    | Petit Le Mans Road Atlanta                                      | X    | 10 Stunden     | P      | 11             | Wayne Taylor Racing       | Jordan Taylor Ricky Taylor Max Angelelli                                  | Corvette DP            |
| 13  | 4. Oktober    | Petit Le Mans Road Atlanta                                      | X    | 10 Stunden     | PC     | 11             | Starkworks Motorsport     | Mirco Schultis Renger van der Zande Alex Popow                            | ORECA FLM09            |
| 13  | 4. Oktober    | Petit Le Mans Road Atlanta                                      | X    | 10 Stunden     | GTLM   | 11             | Team Falken Tire          | Wolf Henzler Bryan Sellers Marco Holzer                                   | Porsche 991 GT3 RSR    |
| 13  | 4. Oktober    | Petit Le Mans Road Atlanta                                      | X    | 10 Stunden     | GTD    | 18             | Paul Miller Racing        | Christopher Haase Bryce Miller Matt Bell                                  | Audi R8 LMS            |

1. ↑  
Anzahl der gestarteten Fahrzeuge
2. 1 2  
Gemeinsame Rennen mit den IMSA Prototype Lites

## Punktestände

### USCC

#### P-Klasse
Stand nach 11 von 11 Rennen
| Fahrer |                      |     |
| 1.     | João Barbosa         | 349 |
|        | Christian Fittipaldi | 349 |
| 2.     | Jordan Taylor        | 330 |
|        | Ricky Taylor         | 330 |
| 3.     | Michael Valiante     | 318 |
|        | Richard Westbrook    | 318 |
| 4.     | Scott Pruett         | 317 |
| 5.     | Gustavo Yacamán      | 287 |
| 6.     | Memo Rojas           | 285 |

| Fahrer |                       |     |
| 7.     | Oswaldo Negri jnr.    | 281 |
|        | John Pew              | 281 |
| 8.     | Ed Brown              | 262 |
|        | Johannes van Overbeek | 262 |
| 9.     | Ryan Dalziel          | 228 |
|        | Scott Sharp           | 228 |
| 10.    | Joel Miller           | 222 |
|        | …                     |     |

| Teams |                              |     |
| 1.    | #5 Action Express Racing     | 349 |
| 2.    | #10 Wayne Taylor Racing      | 330 |
| 3.    | #90 Spirit of Daytona        | 318 |
| 5.    | #01 Chip Ganassi Racing      | 317 |
| 5.    | #42 OAK Racing               | 309 |
| 6.    | #60 Michael Shank Racing     | 281 |
| 7.    | #2 Extreme Speed Motorsports | 262 |
| 8.    | #07 Speedsource              | 242 |
| 9.    | #31 Marsh Racing             | 237 |
| 10.   | #1 Extreme Speed Motorsports | 228 |
|       | …                            |     |

| Motor-Hersteller |           |     |
| 1.               | Chevrolet | 366 |
| 2.               | Ford      | 349 |
| 3.               | Honda     | 325 |
| 4.               | Mazda     | 300 |
| 5.               | Nissan    | 269 |

#### PC-Klasse
Stand nach 10 von 10 Rennen
| Fahrer |                      |     |
| 1.     | Jon Bennett          | 321 |
|        | Colin Braun          | 321 |
| 2.     | Renger van der Zande | 282 |
| 3.     | Martin Fuentes       | 260 |
| 4.     | Gunnar Jeannette     | 255 |
|        | Frankie Montecalvo   | 255 |
| 5.     | Chris Cumming        | 248 |
| 6.     | Sean Rayhall         | 244 |

| Fahrer |                 |     |
| 7.     | Chris Miller    | 235 |
| 8.     | Mirco Schultis  | 216 |
| 9.     | Stephen Simpson | 210 |
| 10.    | Bruno Junqueira | 201 |
|        | Duncan Ende     | 201 |
|        | …               |     |

| Teams nach 10 Rennen |                                  |     |
| 1.                   | #54 CORE Autosport               | 288 |
| 2.                   | #25 8 Star Motorsport            | 277 |
| 3.                   | #8 Starworks Motorsport          | 246 |
| 4.                   | #38 Performance Tech Motorsports | 224 |
| 5.                   | #08 RSR Racing                   | 219 |
| 6.                   | #52 PR1/Mathiasen Motorsports    | 218 |
| 7.                   | #85 JDC/Miller Motorsports       | 209 |
| 8.                   | #7 Starworks Motorsport          | 202 |
| 9.                   | #09 RSR Racing                   | 178 |
| 10.                  | #88 BAR 1 Motorsports            | 130 |
| 11.                  | #87 BAR 1 Motorsports            | 52  |

#### GTLM-Klasse
Stand nach 11 von 11 Rennen
| Fahrer |                     |     |
| 1.     | Kuno Wittmer        | 331 |
| 2.     | Jonathan Bomarito   | 326 |
| 3.     | Antonio Garcia      | 317 |
| 4.     | Marc Goossens       | 314 |
| 5.     | Dominik Farnbacher  | 309 |
| 6.     | Michael Christensen | 303 |
|        | Patrick Long        | 303 |
| 7.     | John Edwards        | 300 |
|        | Dirk Müller         | 300 |

| Fahrer |               |     |
| 8.     | Andy Priaulx  | 298 |
|        | Bill Auberlen | 298 |
| 9.     | Jan Magnussen | 293 |
| 10.    | Oliver Gavin  | 291 |
|        | Tommy Milner  | 291 |
|        | …             |     |

| Teams |                            |     |
| 1.    | #93 SRT Motorsports        | 326 |
| 2.    | #3 Corvette Racing         | 317 |
| 3.    | #91 SRT Motorsports        | 314 |
| 4.    | #912 Porsche North America | 303 |
| 5.    | #56 BMW Team RLL           | 300 |
| 6.    | #62 Risi Competizione      | 298 |
| 7.    | #55 BMW Team RLL           | 298 |
| 8.    | #4 Corvette Racing         | 291 |
| 9.    | #911 Porsche North America | 279 |
| 10.   | #17 Team Falen Tire        | 266 |
| 11.   | #57 Krohn Racing           | 119 |
| 12.   | #910 Porsche North America | 27  |
| 13.   | #97 Aston Martin Racing    | 24  |

| Fahrzeug-Hersteller |           |     |
| 1.                  | Porsche   | 343 |
| 2.                  | SRT-Viper | 340 |
| 3.                  | Chevrolet | 330 |
| 4.                  | BMW       | 328 |
| 5.                  | Ferrari   | 320 |

| Reifen-Hersteller |          |     |
| 1.                | Michelin | 382 |
| 2.                | Falken   | 323 |

#### GTD-Klasse
Stand nach 11 von 11 Rennen
| Fahrer |                   |     |
| 1.     | Dane Cameron      | 304 |
| 2.     | Christopher Haase | 295 |
|        | Bryce Miller      | 295 |
| 3.     | Lee Keen          | 295 |
|        | Cooper MacNeil    | 295 |
| 4.     | Townsend Bell     | 293 |
|        | Bill Sweedler     | 293 |
| 5.     | John Potter       | 289 |

| Fahrer |                  |     |
| 6.     | Markus Palttala  | 287 |
| 7.     | Jan Heylen       | 280 |
|        | Madison Snow     | 280 |
| 8.     | Andy Lally       | 272 |
| 9.     | Jeff Westphal    | 269 |
| 10.    | Mario Farnbacher | 259 |
|        | …                |     |

| Teams |                                  |     |
| 1.    | #94 Turner Motorsport            | 304 |
| 2.    | #48 Paul Miller Racing           | 295 |
| 3.    | #22 Alex Job Racing              | 295 |
| 4.    | #555 AIM Autosport               | 293 |
| 5.    | #44 Magnus Racing                | 289 |
| 6.    | #58 Snow Racing                  | 280 |
| 7.    | #63 Scuderia Corsa               | 269 |
| 8.    | #23 Team Seattle/Alex Job Racing | 259 |
| 9.    | #35 Flying Lizard Motorsports    | 252 |
| 10.   | #45 Flying Lizard Motorsports    | 249 |
|       | …                                |     |

| Fahrzeug-Hersteller |           |     |
| 1.                  | Porsche   | 343 |
| 2.                  | BMW       | 340 |
| 3.                  | Ferrari   | 337 |
| 4.                  | Audi      | 329 |
| 5.                  | SRT-Viper | 286 |

### NAEC

#### P-Klasse
Stand nach 4 von 4 Rennen
| Fahrer |                      |    |
| 1.     | João Barbosa         | 43 |
|        | Christian Fittipaldi | 43 |
| 2.     | Max Angelelli        | 39 |
|        | Jordan Taylor        | 39 |
|        | Ricky Taylor         | 39 |
| 3.     | Sébastien Bourdais   | 35 |
| 4.     | Scott Pruett         | 32 |
|        | Memo Rojas           | 32 |
| 5.     | Burt Frisselle       | 32 |
|        | Brian Frisselle      | 32 |

| Fahrer |                   |    |
| 6.     | Richard Westbrook | 30 |
|        | Michael Valiante  | 30 |
| 7.     | Scott Dixon       | 30 |
| 8.     | Alex Brundle      | 26 |
| 9.     | Sage Karam        | 26 |
| 10.    | Katherine Legge   | 24 |
|        | Gabby Chaves      | 24 |
|        | …                 |    |

| Teams |                           |    |
| 1.    | #5 Action Express Racing  | 43 |
| 2.    | #10 Wayne Taylor Racing   | 39 |
| 3.    | #01 Chip Ganassi Racing   | 32 |
| 4.    | #9 Action Express Racing  | 32 |
| 5.    | #90 Spirit of Daytona     | 31 |
| 6.    | #42 OAK Racing            | 26 |
| 7.    | #0 Delta Wing Racing Cars | 24 |
| 8.    | #31 Marsh Racing          | 24 |
| 9.    | #60 Michael Shank Racing  | 24 |
| 10.   | #70 Speedsource           | 24 |
| 11.   | #07 Speedsource           | 24 |

| Hersteller |           |    |
| 1.         | Chevrolet | 53 |
| 2.         | Ford      | 46 |
| 3.         | Honda     | 33 |
| 4.         | Mazda     | 26 |

#### PC-Klasse
Stand nach 4 von 4 Rennen
| Fahrer |                      |    |
| 1.     | Jon Bennett          | 46 |
|        | Colin Braun          | 46 |
|        | James Gue            | 46 |
| 2.     | Tom Kimber-Smith     | 37 |
| 3.     | Renger van der Zande | 31 |
| 4.     | Martin Fuentes       | 30 |
| 5.     | Duncan Ende          | 27 |
|        | Bruno Junqueira      | 27 |

| Fahrer |                          |    |
| 6.     | Michael Marsal           | 24 |
| 7.     | Frankie Montecalvo       | 24 |
|        | Gunnar Jeannette         | 24 |
| 8.     | Alex Popow               | 23 |
| 9.     | David Heinemeier Hansson | 21 |
| 10.    | Chris Cumming            | 21 |
|        | ...                      |    |

| Teams |                                  |    |
| 1.    | #54 CORE Autosport               | 46 |
| 2.    | #25 8 Star Motorsport            | 37 |
| 3.    | #8 Starworks Motorsport          | 31 |
| 4.    | #09 RSR Racing                   | 27 |
| 5.    | #52 PR1/Mathiasen Motorsports    | 24 |
| 6.    | #08 RSR Racing                   | 21 |
| 7.    | #85 JDC/Miller Motorsports       | 16 |
| 8.    | #38 Performance Tech Motorsports | 14 |
| 9.    | #87 BAR 1 Motorsports            | 14 |
| 10.   | #88 BAR 1 Motorsports            | 12 |
| 11.   | #7 Starworks Motorsport          | 10 |

#### GTLM-Klasse
Stand nach 4 von 4 Rennen
| Fahrer |                     |    |
| 1.     | Michael Christensen | 38 |
|        | Patrick Long        | 38 |
| 2.     | Marc Goossens       | 34 |
| 3.     | Oliver Gavin        | 34 |
|        | Tommy Milner        | 34 |
| 4.     | Nick Tandy          | 33 |
|        | Patrick Pilet       | 33 |
| 5.     | Jan Magnussen       | 33 |
|        | Antonio Garcia      | 33 |

| Fahrer |                    |    |
| 6.     | Kuno Wittmer       | 33 |
| 7.     | Dominik Farnbacher | 32 |
| 8.     | Jonathan Bomarito  | 31 |
| 9.     | Ryan Hunter-Reay   | 28 |
| 10.    | Richard Lietz      | 27 |
|        | …                  |    |

| Teams |                            |    |
| 1.    | #912 Porsche North America | 38 |
| 2.    | #91 SRT Motorsports        | 34 |
| 3.    | #4 Corvette Racing         | 34 |
| 4.    | #911 Porsche North America | 33 |
| 5.    | #3 Corvette Racing         | 33 |
| 6.    | #93 SRT Motorsports        | 31 |
| 7.    | #55 BMW Team RLL           | 27 |
| 8.    | #56 BMW Team RLL           | 26 |
| 9.    | #17 Team Falken Tire       | 24 |
| 10.   | #57 Krohn Racing           | 24 |
| 11.   | #62 Risi Competizione      | 18 |

| Fahrzeug-Hersteller |           |    |
| 1.                  | Porsche   | 51 |
| 2.                  | Chevrolet | 44 |
| 3.                  | SRT-Viper | 42 |
| 4.                  | BMW       | 31 |
| 5.                  | Ferrari   | 24 |

#### GTD-Klasse
Stand nach 4 von 4 Rennen
| Fahrer |                   |    |
| 1.     | Townsend Bell     | 46 |
|        | Bill Sweedler     | 46 |
| 2.     | Bryce Miller      | 33 |
|        | Christopher Haase | 33 |
| 3.     | Dane Cameron      | 31 |
|        | Markus Palttala   | 31 |
| 4.     | John Potter       | 30 |
|        | Andy Lally        | 30 |
| 5.     | Matt Bell         | 29 |

| Fahrer |                     |    |
| 6.     | Jan Heylen          | 29 |
|        | Madison Snow        | 29 |
| 7.     | Marco Seefried      | 28 |
| 8.     | Nelson Canache jnr. | 28 |
| 9.     | Alessandro Balzan   | 27 |
|        | Jeff Westphal       | 27 |
| 10.    | Mario Farnbacher    | 26 |
|        | Ian James           | 26 |
|        | …                   |    |

| Teams |                                  |    |
| 1.    | #555 AIM Autosport               | 46 |
| 2.    | #48 Paul Miller Racing           | 33 |
| 3.    | #94 Turner Motorsport            | 31 |
| 4.    | #44 Magnus Racing                | 30 |
| 5.    | #58 Snow Racing                  | 29 |
| 6.    | #45 Flying Lizard Motorsports    | 28 |
| 7.    | #63 Scuderia Corsa               | 27 |
| 8.    | #23 Team Seattle/Alex Job Racing | 26 |
| 9.    | #22 Alex Job Racing              | 26 |
| 10.   | #27 Dempsey Racing               | 24 |
|       | …                                |    |

| Fahrzeug-Hersteller |         |    |
| 1.                  | Ferrari | 48 |
| 2.                  | Porsche | 40 |
| 3.                  | BMW     | 40 |
| 4.                  | Audi    | 38 |

## Meister

### USCC
| Klasse | Fahrer                              | Team                     | Hersteller           | Reifen               |
| ------ | ----------------------------------- | ------------------------ | -------------------- | -------------------- |
| P      | João Barbosa / Christian Fittipaldi | #5 Action Express Racing | Chevrolet            | nicht ausgeschrieben |
| PC     | Jon Bennett / Colin Braun           | #54 CORE Autosport       | nicht ausgeschrieben | nicht ausgeschrieben |
| GTLM   | Kuno Wittmer                        | #93 SRT Motorsports      | Porsche              | Michelin             |
| GTD    | Dane Cameron                        | #94 Turner Motorsports   | Porsche              | nicht ausgeschrieben |

### NAEC
| Klasse | Fahrer                              | Team                       | Hersteller           |
| ------ | ----------------------------------- | -------------------------- | -------------------- |
| P      | João Barbosa / Christian Fittipaldi | #5 Action Express Racing   | Chevrolet            |
| PC     | Jon Bennett / Colin Braun James Gue | #54 CORE Autosport         | nicht ausgeschrieben |
| GTLM   | Michael Christensen / Patrick Long  | #912 Porsche North America | Porsche              |
| GTD    | Townsend Bell Bill Sweedler         | #555 AIM Autosports        | Ferrari              |